# Осінчук Роман Іванович
Роман Іванович Осінчук (нар. 5 липня 1902, с. Голошинці, (тепер Підволочиський район, Тернопільська область) — † 11 лютого 1991, Нью-Йорк, США) — лікар-спеціаліст з внутрішньої медицини, доцент Медичного інституту у Львові, активний член Українського лікарського товариства, Українського гігієнічного товариства та Народної лічниці у Львові, журналіст та громадський діяч, редактор «Народного здоров'я» у Львові.
На еміграції — ініціатор і співзасновник Українського лікарського товариства та ініціатор і перший редактор «Лікарського вісника», професор Українського технічного інституту в Нью-Йорку та Українського католицького університету в Римі, журналіст та громадський діяч, дійсний член НТШ, голова Хіміко-біологічно-медичної секції НТШ у Нью-Йорку. Церковний діяч та голова Патріаршого фонду при корпорації «Свята Софія», почесний член УЛТПА та СФУЛТ, доктор Philosophiae Honoris Causa Українського вільного університету в Мюнхені, почесний громадянин міста Вінніпег у Канаді.
Брат українського художника Михайла Осінчука.

## Життєпис
Роман Осінчук народився 5 липня 1902 року в с. Голошинці, Збаразького повіту (тепер Підволочиський район), на Тернопільщині, в селянській родині. Середню освіту здобув у Тернополі в 1921 році, а медичну освіту отримав в Українському тайному університеті у Львові. Після відбуття примусової польської військової служби закінчив медичні студії в польському університеті у Львові в 1931 році.

### Громадська та професійна діяльність
Від 1931 року Осінчук став активним членом Українського лікарського товариства. Був він одним з 10 членів-засновників Українського Гігієнічного товариства у Львові, що постало 1926 р. під проводом проф. М. Панчишина. Д-р Осінчук заснував і був головним редактором місячника «Народне Здоров'я» аж до кінця його існування (вересень 1939 р.) та членом редакційної колегії двотомової «Книги здоров'я» у Львові. Працював організатором і директором трьох гігієнічно-санітарних шестимісячних курсів Українського Гігієнічного Т-ва на терені Львова, та пересувних гігієнічних виставок по різних містах Галичини.
Трудову діяльність д-р Осінчук розпочав спеціалізацією в ділянці внутрішньої медицини в загальній лікарні Каси Хворих у Львові, як безплатний асистент.
В 1936-37 pp. працював асистентом у Першій клініці внутрішніх недуг у Відні під керівництвом відомого професора Ганса Еппінґера. Тут відбув однорічний післяградуаційний курс модерної медицини, кардіології та електрокардіології, ревматології та фізіотерапії з бальнеологією. Таким чином, д-р Осінчук був першим фаховим електрокардіологом серед українських лікарів в Галичині.
У Львові працював безплатним ординатором-інтерністом у Народній Лічниці та провадив електрокардіологічну станцію, яка обслуговувала поліклініку Народної Лічниці, а пізніше й нововідкритий в 1938 р. Український Шпиталь ім. Митрополита Андрея Шептицького. В 1938 р. став старшим асистентом директора внутрішнього відділу проф. М. Панчишина Від 1932-37 pp. включно, під час літніх місяців, працював головним лікарем в Черчі та організував там гідро-бальнеотерапевтичне лікування.

### Робота при першій радянській владі
З приходом радянської влади у 1939 р. Р.Осінчук був призначений завідувачем профілактично-лікувального сектору обласного відділу охорони здоров'я, де займався організацією мережі установ державної охорони здоров'я у Львівській області. Також брав участь в організації Львівського державного медичного Інституту, де в 1940 р. став старшим асистентом та інструктором при клініці внутрішніх хвороб проф. Мар'яна Панчишина. Згодом почав викладати курс модерної терапії внутрішніх недуг. Одночасно був головним лікарем усіх клінік Медичного Інституту.

### Діяльність у часи німецької окупації
З приходом німців до Львова у 1941 р., д-р Осінчук став членом уряду Ярослава Стецька, займаючи короткий час становище заступника міністра здоров'я, яким став проф. М.Панчишин. Був організатором та керівником відділу Народнього Здоров'я при Українському Крайовому Комітеті, а пізніше при Українському Центральному Комітеті у Львові, та засновником і головою Українського Медично-Санітарного Об'єднання Праці (УМСОП).
У той час був також членом Українського Національної Ради та директором Державних медичних інститутів у Львові — єдиної в 1941 р високої школи на терені так званої Генеральної Губернії. Ця висока школа, завдяки великим зусиллям проф. М. Панчишина, і лікарів О. Положинського, Л. Максимонька і Р. Осінчука, мала офіційний дозвіл окупаційної німецької влади і існувала до 1944 р. В 1942 р. директором Медичних Інститутів став німець проф. Шупьце, а д-р Осінчук від 1 січна 1942 р. став доцентом внутрішньої медицини, займаючись викладанням, і керував електрокардіографією у своїй клініці. Він був також заступником директора внутрішніх хвороб, а по смерті проф. М. Панчишина в жовтні 1943 р. став виконувати обов'язки директора клініки.

### Еміграція
На еміграції в Німеччині працював лікарем в місті Пльохінґен, у Вюртемберґу, та був членом управи Українського Медично-Санітарного Об'єднання в Мюнхені.
В 1947 р. д-р Осінчук переїхав з родиною до Америки та поселився в Нью-Йорку. Тут він склав обов'язковий державний іспит упродовж року та в 1949 р. відкрив приватну лікарську практику.
Від свого приїзду до США брав участь у заснуванні Товариства «Самопоміч» і був членом комітету для купівлі й будови Народного Дому в Нью-Йорку. Довгі роки працював у Раді директорів «Українського Конгресового Комітету Америки». Також був засновником, активним членом і секретарем першої Управи НТШ в Нью-Йорку в 1947 р., а згодом головою Хімічно-біологічно-медичної секції цього товариства.
Після заснування Українського Технічного Інституту в Нью-Йорку Осінчук став у ньому професором-ад'юнктом, а пізніше повним професором, викладаючи там декілька років суспільну медицину. Також був він іменований професором пасторальної медицини при Українському Католицькому Університеті в Римі.
Але найбільше праці вклав д-р Осінчук у професійну організацію українських лікарів. Був він ініціатором та засновником« Українського Лікарського Товариства в Америці» в 1950 р. та його головою протягом п'ятьох каденцій.
У 1954 році заснував часопис-квартальник УЛТПА «Лікарський Вісник» та був його довголітнім головним редактором, а теж у складі редакційної колегії «Лікарського Альманаха», «Матеріялів до історії української медицини» та головним редактором пам'ятної книги «25-ліття УЛТПА» в 1975 р.
Крім цього був організатором науково-професійних з'їздів українських лікарів та одним із засновників та першим президентом Світової Федерації Українських Лікарських Товариств (СФУЛТ) в діаспорі, яка була створена 1977 року з ініціативи «Українського лікарського товариства Північної Америки».

### Творча і наукова діяльність
Д-р Роман Осінчук, написав понад 50 наукових праць з медичної ділянки, з яких близько 20 — з історії української медицини та соціальної гігієни. Крім цього написав кількасот науково-популярних статей на медичні теми в українських часописах, журналах і календарях. Протягом кількох років вів власну колонку «Здоров'я — всьому голова» в щоденнику «Свобода».
Д-р Осінчук є автором (під псевдонімом «Роман Лукич») кількох ліричних нарисів прозою і віршами, з яких один був друкований у львівському журналі «Назустріч», а інші (ліричний вірш «Минають дні» та нарис «Зустріч») були у 1952 р. читані Йосипом Гірняком на «Вечорі мистецького слова й музики» в Нью-Йорку. Принагідно написав чимало текстів до танкової музики. У видавництві Івана Тиктора у Львові «Ранок», було видане в 1937 р. його фантастичне оповідання «Чорна рада» на тему інфекційних дитячих недуг. Писав теж віршовані поради для дітей в дитячому куточку журналу «Народне Здоров'я», що його він сам заснував та редагував у Львові.
Д-р Роман Осінчук, як журналіст та член Спілки Українських Журналістів у США, написав ряд цікавих статей на церковні та суспільно-громадські теми.

## Участь в житті церкви
Після виходу на волю і приїзду до Риму Йосифа Сліпого д-р Роман Осінчук відвідав Митрополита Йосифа та став його великим прихильником і послідовником, висуваючи ідею Патріархату Української Католицької Церкви згідно з візією Патріарха Йосифа.
Шістдесяті, а зокрема сімдесяті роки 20-го століття позначилися активними змаганнями за визнання Патріархату Української Греко-Католицької Церкви, в яких д-р Роман Осінчук не лише брав активну участь, але й був провідною постаттю цього руху.
З Блаженнішим Патріархом Йосифом д-р Роман Осінчук був знайомий ще зі Львова. Тому, коли Блаженніший Патріарх Йосиф вирішив заснувати Товариство Святої Софії у США, то іменував д-ра Романа Осінчука членом-засновником (ycix членів-засновників було тільки четверо: д-р Юрій Старосольський, д-р Мирослав Навроцький, д-р Романа Навроцька і д-р Роман Осінчук).
Від часу заснування Товариства Свята Софія в США був одним в його директорів та головою комісії Патріаршого Фонду.
Помер Роман Осінчук 11 лютого 1991 в Нью-Йорку.
Похований на цвинтарі св. Андрія, Савт Бавнд Бруку, Нью-Джерсі